# Koldada
Koldada – gaun wikas samiti w zachodniej części Nepalu w strefie Lumbini w dystrykcie Palpa. Według nepalskiego spisu powszechnego z 2001 roku liczył on 526 gospodarstw domowych i 4002 mieszkańców (2091 kobiet i 1911 mężczyzn).